# Jasmin (chanteuse)
Pour les articles homonymes, voir Jasmin (homonymie).
Jasmin, née Sara Lvovna Manakhimova (russe : Са́ра Льво́вна Манахи́мова) le 12 octobre 1977 à Derbent, est une chanteuse, actrice et présentatrice russe. Lauréate des 17 prix Chanson de l'Année.